# 구조주의 언어학
구조주의 언어학(構造主義 言語學, 영어: Structural linguistics)은 소쉬르에 의해 시작되어 20세기 전반 언어학계를 지배했던 언어철학 및 언어 연구 방법론을 말한다. 이 관점에서 볼 때, 언어는 하나의 체계로 존재하기 때문에 개별적인 문법요소보다는 요소 간의 관계를 통해 설명해야 한다. 예를 들어 한국어의 소리의 층위에서 'ㅂ'소리는 그것 혼자로는 어떤 가치도 없으며, 그것과 'ㅃ' 및 'ㅍ', 나아가 'ㄷ','ㄱ'과의 대립 관계에서 그 가치가 생긴다는 것이다.
실제로 구조주의 언어학이라는 개념은 학파에 따라 상이하기 때문에 한마디로 그 의미와 연구 대상을 정의하기가 어렵다. 고전 구조주의 언어학에는 일반적으로 세 학파의 이론이 중점적으로 다뤄지는데, 이들은 각각 프라하의 기능언어학, 코펜하겐의 씨앗 단어론 그리고 미국의 기술주의이다. 이 세 학파들은 그들의 상이한 연구방법 및 관심분야에도 불구하고, 언어 간의 밀접한 관계체계 그리고 언어의 내면에 상존하는 구조에 공통적인 기본입장을 표명하고 있으므로 '구조주의'라는 이름 아래 하나로 묶일 수 있다.

## 같이 보기
- 구조주의